# No Time This Time
No Time This Time ist ein Lied der britischen Rockband The Police. Der Song wurde von Sting geschrieben und erschien auf dem zweiten Studioalbum der Band, Reggatta de Blanc.

## Text und Musik
In dem Lied geht es darum, keine Zeit zu haben, und dass sich die Welt immer schneller dreht:

„Ich würde die ganze Welt verlangsamen

Ich würde sie in die Knie zwingen

Ich würde stoppen, dass sie sich dreht

Aber so, wie es ist

klettere ich eine endlose Wand hinauf“

### Rezeption
Der Kritiker George Starostin sagte: „und nach all den ‚seltsamen‘ Copeland-Nummern endet das Album passend mit dem schnellen, super-energetischen No Time This Time. Copelands Schlagzeugspiel ist in diesem Stück so gut wie nie zuvor, und Stings pochende Bassläufe sind atemberaubend, zudem liefert Mr. Summers das beste Gitarrensolo des gesamten Albums ... Aber das Beste ist natürlich Stings wildes Heulen im Refrain ...“
Der Kritiker Tagbo Munonyedi meint: „Beim ersten Hören scheint No Time This Time durch das scheinbare Fehlen einer Melodie verdorben, aber das täuscht, denn es ist keineswegs unmelodisch. Vielmehr ist sie unter dem allgemeinen Schwung des Songs begraben, und es ist eine kochend heiße Melodie.“